# Centro Dom Vital

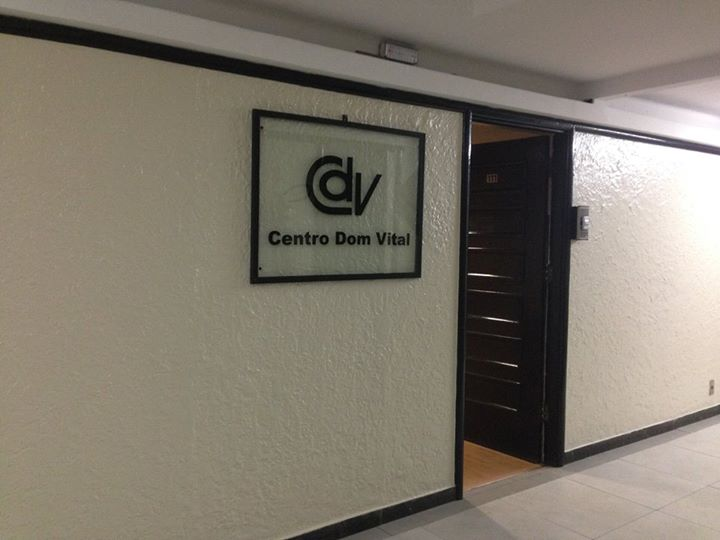
Sede do CDV no centro da cidade do Rio de Janeiro

O Centro Dom Vital (CDV) é uma associação brasileira de católicos leigos de caráter nacional, sediada na cidade do Rio de Janeiro. No âmbito intelectual, constitui-se numa das mais influentes agremiações culturais brasileiras do século XX. Entre seus mais famosos e atuantes membros históricos estiveram Jackson de Figueiredo, Alceu Amoroso Lima, Gustavo Corção e Heráclito Sobral Pinto.
Criado em 1922 sob a liderança de Jackson de Figueiredo, liderou a intelectualidade leiga católica brasileira até o início da década de 60. Quando de sua fundação, foi instituição pioneira na adoção de um modelo de organização católica leiga não estritamente ligada a uma ordem ou congregação particular da Igreja, e diverso das tradicionais confrarias (ordens terceiras e irmandades). Seus propósitos principais são o apostolado e a formação entre leigos, bem como a intervenção na esfera cultural secular, e não mais, como para as confrarias, algum culto ou devoção particulares.
Entre seus princípios estatutários encontra-se a "comunhão e estrita observância da orientação doutrinária do magistério da Igreja." A eleição de seu presidente e diretoria realiza-se periodicamente entre os associados, sendo a seguir submetida à chancela do Arcebispo do Rio de Janeiro.
O CDV dedica-se ainda hoje, depois de muitas renovações, à difusão da fé e à evangelização da cultura no Brasil, assim como à promoção de debates culturais e religiosos. Edita a revista A Ordem, onde escreveram personalidades brasileiras. Promove periodicamente palestras, ciclos de conferências, cursos de variados gêneros e organiza um cineclube próprio. Possui acervo e biblioteca, com publicações, documentos, fotos e materiais diversos, relacionados à história e às atividades do Centro.
Embora em seu início a instituição tenha se prestado a campanhas fascistas e até antissemitas de seu fundador Jackson de Figueiredo, a partir da década de 1940 ganhou um caráter mais "progressista" ao se aproximar da Ação Católica.

## História
O Centro Dom Vital foi fundado em 1922 por Jackson de Figueiredo, seu grande idealizador e primeiro presidente, Hamilton Nogueira, Durval de Moraes, Jonatas Serrano, Vilhena de Morais, Perilo Gomes e José Vicente de Souza. Em primeiro lugar, buscou o CDV reunir a intelectualidade leiga católica nacional, tendo em vista a expansão e intensificação do apostolado realizado pelos próprios leigos. Outros objetivos essenciais relacionados eram o aprofundamento dos leigos na formação cristã e a intervenção de maior peso nos debates da esfera pública nacional na ainda recente República. 

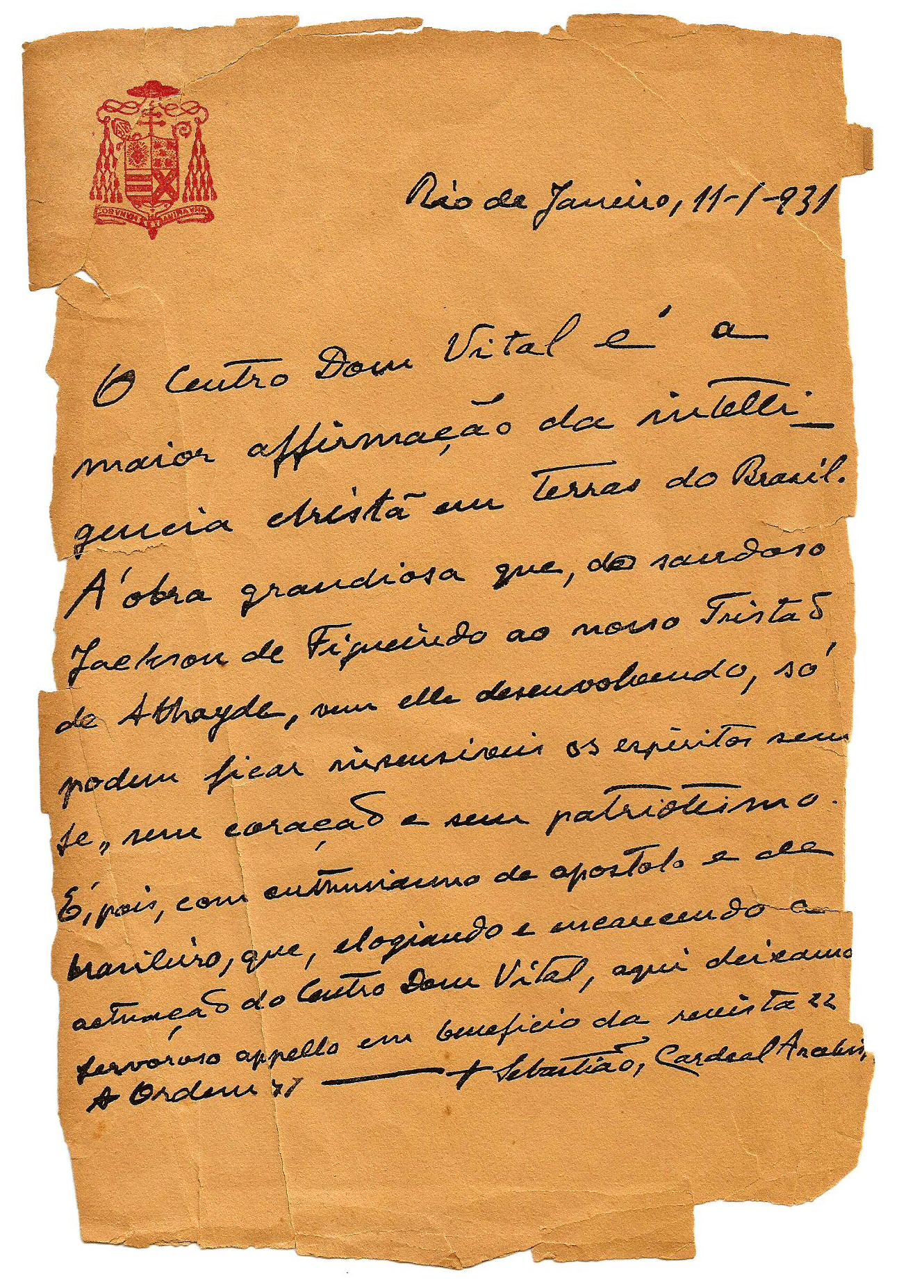
Carta do Cardeal Leme ao Centro Dom Vital, 1931

A revista A Ordem, criada também por Jackson, um ano antes (1921), foi logo incorporada ao CDV como órgão de divulgação principal do Centro. Nos primeiros tempos foi marcante e decisiva a estreita interlocução e colaboração com o então Cardeal Sebastião Leme, Arcebispo do Rio de Janeiro, grande entusiasta da instituição. O Centro foi ainda aconselhado pelo Padre Leonel Franca, jesuíta, nomeado seu assistente eclesial, e acompanhado de perto pelos monges do Mosteiro de São Bento do Rio de Janeiro, que era frequentado por muitos de seus membros, e vivia um de seus momentos-auge, sob a regência do Abade Dom Tomás Keller.
Após a morte de Jackson em trágico acidente em 1928, o Centro passa às mãos de Alceu Amoroso Lima (Tristão de Athayde), ele mesmo recém-convertido por Jackson através de correspondência epistolar. Sob a liderança de Alceu, alinhado à época com o pensamento neotomista em voga, o Centro Dom Vital expandiu ainda mais a sua influência durante as décadas de 30, 40 e 50.  

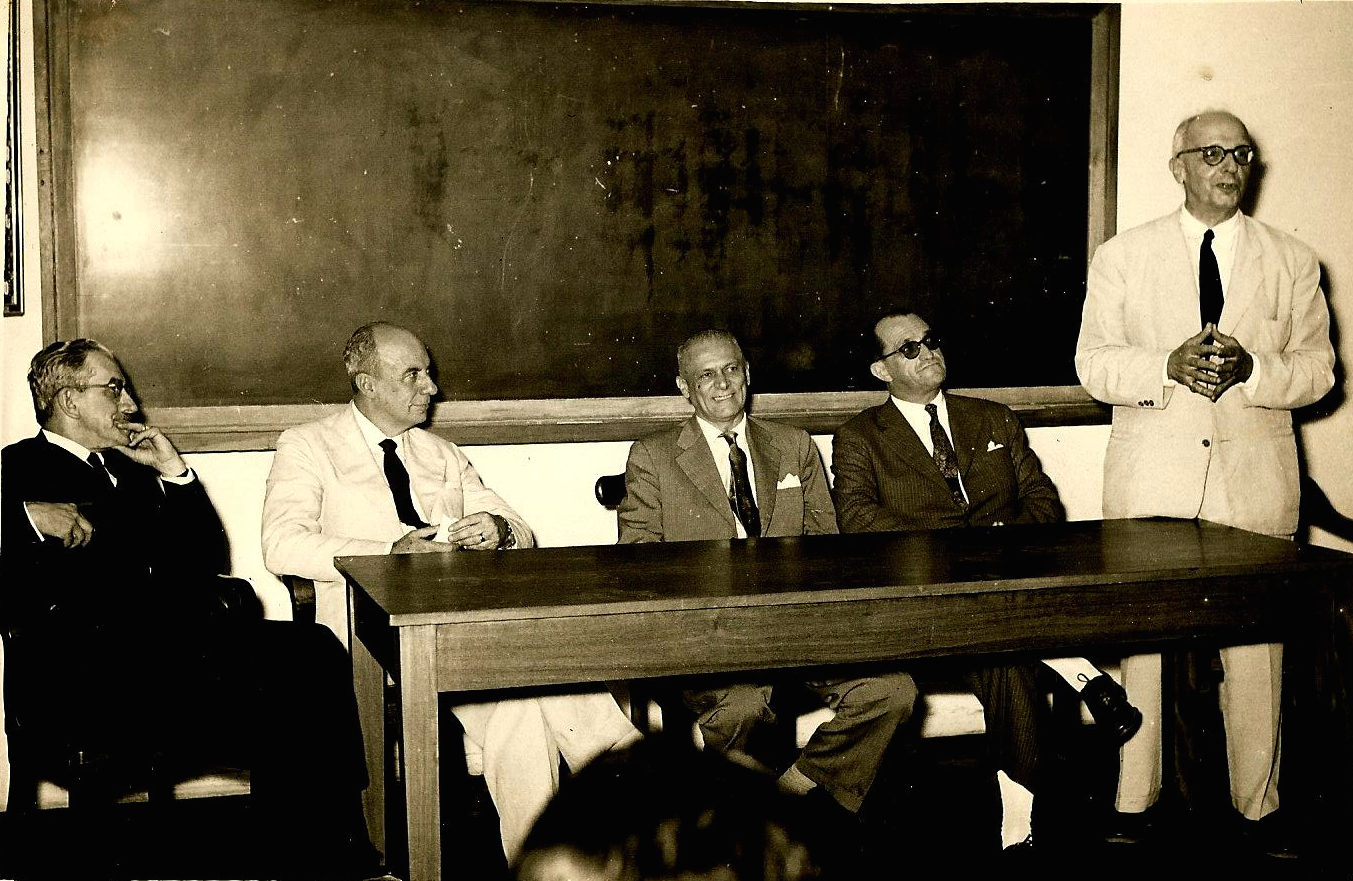
Reunião do Centro Dom Vital. Presentes Sobral Pinto (ext. esq.) e Alceu (de pé, ext. dir.).

Neste período de apogeu, chegou a contar com representações de sociedades locais em Recife, São Paulo, São João del-Rei, Belo Horizonte, Aracaju, Fortaleza, Porto Alegre, Salvador, Juiz de Fora, Itajubá, Ouro Preto, Uberaba, Campos, São Luiz do Maranhão, Diamantina, Manaus, Florianópolis, Pelotas e Pesqueira. Até mesmo a Ação Católica Brasileira, fundada em 1935 pelo Cardeal Leme e entregue à direção de Alceu, esteve, em seus primeiros anos, quanto ao comando de sua atuação fundamentalmente sintonizado com o pensamento dos intelectuais do Centro. O Centro exerceu ainda importante influência na fundação da PUC-RIO, capitaneada pelo Padre Leonel Franca, com decisiva colaboração de Alceu.
Gustavo Corção, escritor e articulista de renome, esteve entre os mais atuantes membros do Centro, destacando-se no comando da revista A Ordem, que exerceu de 1942 até seu desligamento da instituição, em 1963, após reiterados desentendimento com Alceu. A ruptura marcou profundamente a instituição, que sofreu o desfalque de muitos membros próximos a Corção.
No âmbito católico brasileiro, a crescente polarização entre Corção e Alceu espelhava o momento particularmente delicado, vivido pelo mundo católico com as renovações propostas pelo Concílio Vaticano II e suas mais diversas interpretações. Até a morte em 1978 de Corção, Alceu e ele, ambos ainda importantes formadores de opinião nas décadas de 60 e 70, mantiveram posições opostas quanto a temas como a legitimidade do regime militar brasileiro, a visão católica em matéria social e o valor das reformas propostas pelo Vaticano II. Durante este período, Corção, que neste interim passara rapidamente pela TFP e fundara a associação Permanência em 1968, atraindo muitos membros egressos do CDV, manteve-se em todos esses debates mais à direita, enquanto Alceu inclinava-se nitidamente mais à esquerda.
Alceu deixava a presidência do Centro em 1967, sendo sucedido por Eduardo Prado de Mendonça.
Outra grande cabeça da entidade, desde a década de 30, foi o ilustre advogado e jurista Sobral Pinto, que assumiu a sua presidência em 1971, sucedendo Prado de Mendonça e conduzindo-o até o seu falecimento em 1991.
Mais recentemente, ocuparam ainda a sua presidência as figuras ilustres do filósofo Tarcísio Padilha (de 1991 a 2011) e do jornalista Luiz Paulo Horta (de 2011 a 2013), ambos também membros da Academia Brasileira de Letras. O atual presidente é o advogado e professor de Direito Renato Beneduzi. 